# Montserrat
La isla de Montserrat es un territorio británico de ultramar ubicado al sureste de la isla de Puerto Rico, y al noroeste de Venezuela (Isla de Aves) en aguas del mar Caribe. Es uno de los diecisiete territorios no autónomos bajo supervisión del Comité de Descolonización de las Naciones Unidas, con el fin de eliminar el colonialismo y uno de los 5 territorios del Reino Unido en las Antillas. Forma parte del Caribe anglófono.
Es una de las Islas de Barlovento, que forman parte de las Antillas Menores o Pequeñas Antillas al suroeste de Antigua y al noroeste de Guadalupe. La isla toma el nombre de la montaña de Montserrat (situada cerca de Barcelona, en España) que le dio Cristóbal Colón en 1493.

## Historia
La isla de Montserrat estuvo habitada por los indígenas arahuacos y caribes. Cristóbal Colón reclamó la isla para España en su segundo viaje en 1493, llamándola Santa María de Montserrat. La isla quedó bajo dominio británico en 1632. La violencia anticatólica en la isla de Nieves obligó a un grupo de irlandeses (muchos de los cuales habían sido involuntariamente transportados desde Irlanda como esclavos) a establecerse en Montserrat. Se desarrolló una colonia neofeudal. La familia Devereux protagonizó un periodo de avance económico en su hacienda que ocupaba una parte importante de la isla. Era muy común que en las islas del Caribe se importaran esclavos africanos, lo cual llevó a que se desarrollaran plantaciones de azúcar y algodón, principalmente, habiendo a finales de 1700 muchas plantaciones de cultivos similares en la isla. También se tomó a muchos irlandeses como esclavos, en gran parte eran presos políticos llevados por Cromwell.
En 1782, durante la guerra de Independencia de los Estados Unidos, Montserrat fue brevemente capturada por Francia. Fue devuelta a Gran Bretaña por el Tratado de Versalles que puso fin al conflicto. Una revolución de esclavos falló el 17 de marzo de 1768, dando lugar a la celebración como día festivo el Día de San Patricio. La esclavitud se abolió en Montserrat en 1834.
La caída del precio del azúcar durante el siglo XIX hizo que retrocediera la economía de la isla. En 1857 el británico Joseph Sturge compró una hacienda azucarera para demostrar que era económicamente más viable utilizar mano de obra asalariada que esclavos. Varios miembros de la familia Sturge compraron más tierras y en 1869 crearon la Montserrat Company Limited, se empezó a plantar árboles de limón para producir jugo de limón, también se creó una escuela y se vendieron muchas tierras para los habitantes de la isla, y, como resultado, gran parte de Montserrat perteneció a pequeños agricultores.
Desde 1871 hasta 1958, la isla fue administrada como parte de la colonia federal de las Islas de Sotavento británicas, convirtiéndose por un  corto periodo  de tiempo en una provincia de la Federación de las Indias Occidentales, desde 1958 hasta 1962.
Con la creación, en la década de los 70, de los Estudios AIR por el productor de los Beatles George Martin, la isla atrajo a músicos de fama mundial, que vinieron para grabar en el tranquilo entorno tropical de Montserrat.
En la última década del siglo XX se produjeron dos hechos que devastaron la isla.
En las primeras horas del 17 de septiembre de 1989, el huracán Hugo, una tormenta de categoría 4, golpeó Montserrat con unos vientos que superaron los 140 km/h, y dañó el 90 % de los edificios de la región. Los Estudios AIR se cerraron y el turismo, que era la principal fuente de ingresos, quedó prácticamente desaparecido. 
En 1995 el volcán Soufrière Hills entró en erupción y destruyó la ciudad de Plymouth, obligando a la población a evacuar la isla. Actualmente se mantiene concentrada la población en el 40 % de la parte norte, el resto de la isla es una zona de exclusión por la amenaza del volcán, incluida la antigua capital, Plymouth.

### Reconstrucción
Tras estas catástrofes naturales, las autoridades de la isla decidieron plantar coccoloba uvifera e ipomoea pes-caprae para restaurar el lecho de sus playas. Se definió una anchura mínima de zona de no construcción a lo largo de la costa.
Tras la muerte de Diana, Princesa de Gales, en 1997, las autoridades isleñas iniciaron el proceso de aprobación del nombre de la nueva capital, Puerto Diana. El desarrollo de la región continuó con la construcción de un nuevo aeropuerto (John A. Osborne Airport) cerca de la ciudad comercial de Geralds. Inaugurado oficialmente por la Princesa Ana en febrero de 2005, recibió su primer vuelo comercial el 11 de julio. Con un coste de 18,5 millones de dólares, dispone de una pista muy pequeña, de 540 m de longitud, que sólo admite aviones pequeños, principalmente de Antigua. 
Esta solución fue criticada en su momento porque, inaccesible a los vuelos directos de larga distancia desde Londres, no permitía realmente una afluencia importante de turistas y sus divisas. La cuestión de ampliar o incluso crear otro aeropuerto sigue planteándose. Sin embargo, las reducidas dimensiones y la configuración de la isla limitan las posibilidades, y las ayudas británicas y europeas están disminuyendo en general.
En 2012, el gobierno local elaboró un plan para construir edificios gubernamentales en el pueblo de Little Bay, en la costa noroeste de la isla, en una zona libre de actividad volcánica. El plan también incluye un nuevo puerto capaz de albergar barcos de hasta 300 metros de eslora. Según las autoridades de Montserrat, esto debería beneficiar también al tráfico de cruceros.
El coste total se estima en al menos 200 millones de dólares, la mitad de los cuales se destinarán a financiar el puerto. En 2013 comenzaron las primeras obras para preparar la zona para la construcción. Lamentablemente, en 2017, los huracanes Irma y María causaron daños importantes e irreparables. En mayo de 2019, comenzó la construcción del puerto antes de interrumpirse a principios de 2020 debido a la pandemia de COVID-19. El proyecto de desarrollo del puerto y de la ciudad administrativa de Little Bay se retomó finalmente en junio de 2022. Con un presupuesto de 28 millones de libras, está financiado por el gobierno local, el Departamento de Desarrollo Internacional del Reino Unido y el Banco de Desarrollo del Caribe.

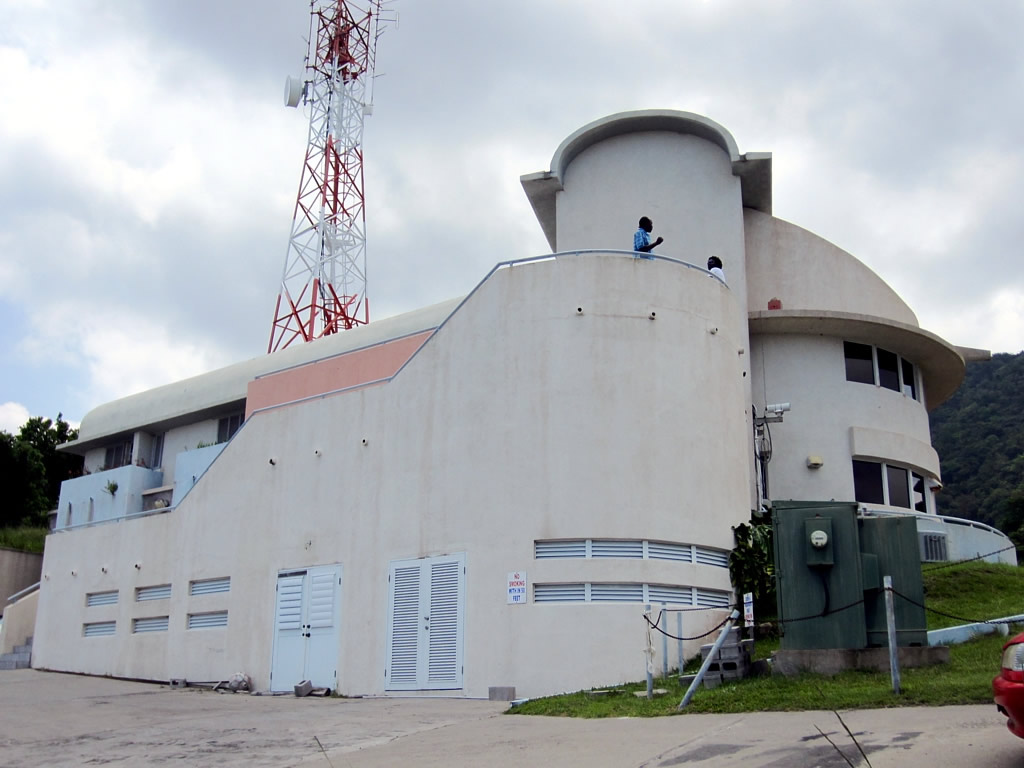
El Observatorio Volcánico de Montserrat en 2011

En 1998, el gobierno británico concedió a los montserratinos el derecho de residencia en el reino, seguido de la ciudadanía británica en 2002.
En su plan estratégico para 2019-2022, la oficina de turismo de la isla tiene previsto rebautizar el volcán Soufrière con el nombre de «Montserrat» y dedicarle un día festivo.

## Política y Gobierno
El Gobernador actúa como el jefe de Estado simbólico y es el representante del Rey Carlos III. El jefe de Gobierno es el Premier elegido por el poder legislativo llamado Asamblea Legislativa. Su máximo tribunal de justicia es la Suprema Corte del Caribe Oriental.
Montserrat es miembro de la Comunidad del Caribe y de la Organización de Estados del Caribe Oriental.

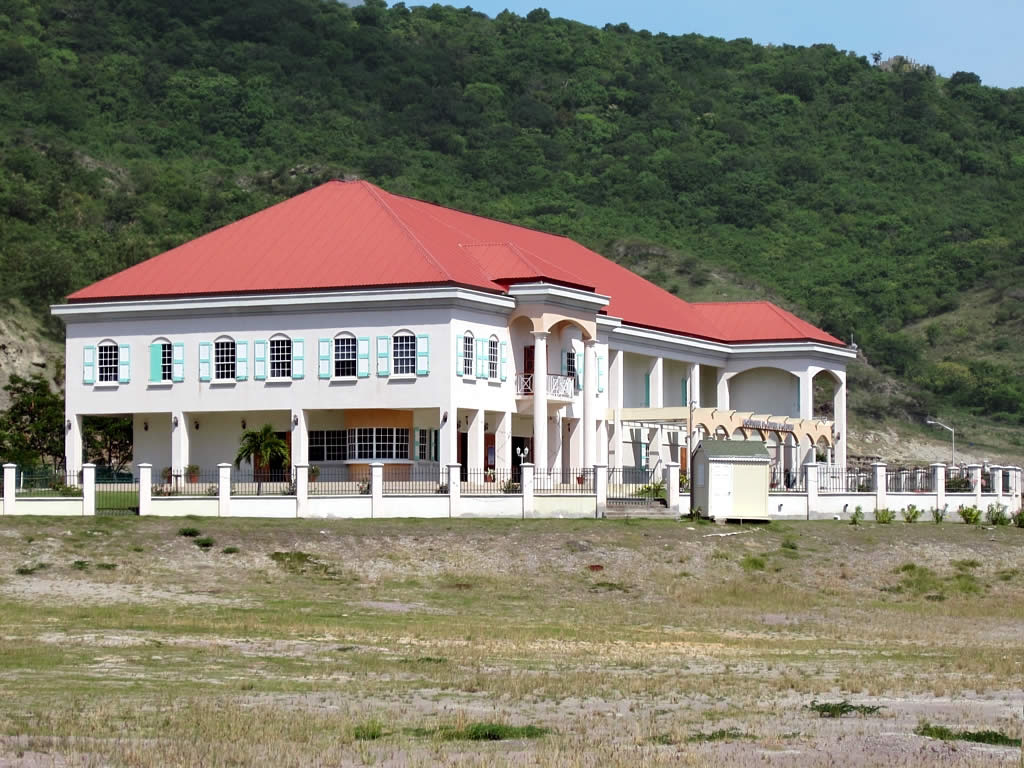
Edificios del gobierno de Montserrat

### Poderes del estado
Montserrat es un territorio de ultramar del Reino Unido con un sistema de gobierno parlamentario (Sistema de Westminster), cuyo jefe de Estado es el Rey Carlos III. El monarca está representado por un Gobernador nombrado por el Gobierno británico. La actual titular es Sarah Tucker desde el 6 de abril de 2022.
El poder ejecutivo lo ejerce el Gobierno, y el primer ministro es el jefe de Gobierno. El primer ministro es nombrado por el gobernador de entre los miembros de la Asamblea Legislativa. Normalmente es el líder del partido con la mayoría de escaños quien ocupa este cargo. Desde las elecciones generales del 18 de noviembre de 2019, este cargo lo ocupa Easton Taylor-Farrell, líder del Movimiento por el Cambio y la Prosperidad. Los miembros del Gobierno son nombrados por el gobernador de entre los miembros electos de la Asamblea Legislativa a propuesta del primer ministro.
El poder legislativo corresponde al Gobierno y a la Asamblea Legislativa.

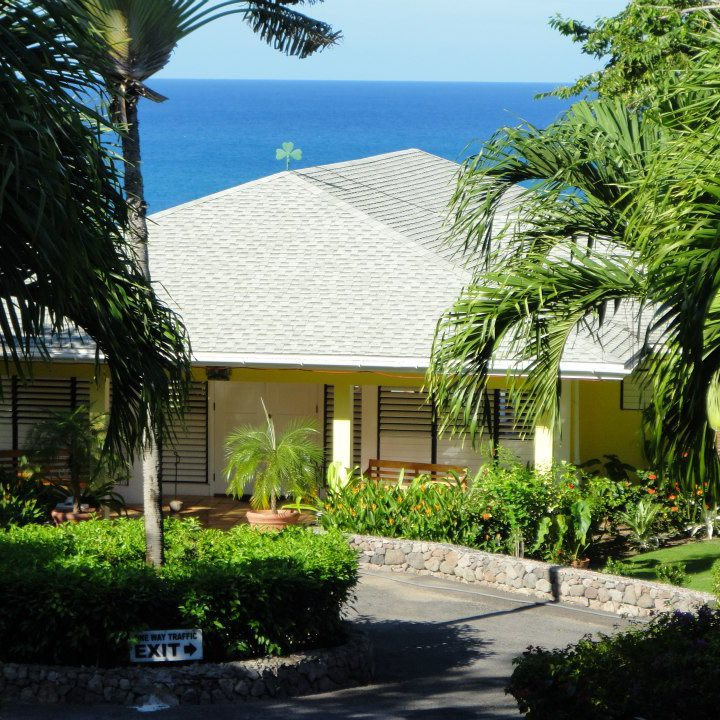
Palacio de Gobierno de Montserrat

La Asamblea Legislativa de Montserrat es un parlamento unicameral con once miembros. Nueve miembros son elegidos para un mandato de cinco años en una circunscripción única por pluralidad de votos. Los otros dos, el Fiscal General y el Secretario de Finanzas, son miembros de oficio en su calidad de miembros del gobierno. La Asamblea Legislativa se creó tras la promulgación de una nueva Constitución en 2011, sucediendo al Consejo Legislativo. Las primeras elecciones con arreglo a la nueva normativa se celebraron el 11 de septiembre de 2014.
Los dos principales partidos políticos actuales son el Movimiento por el Cambio y la Prosperidad (Movement for Change and Prosperity en el poder desde 2019) y el Movimiento Democrático Popular (People's Democratic Movement). Se están formando dos nuevos partidos, el Partido Laborista Unido de Montserrat y el Congreso Nacional de Montserrat, para las elecciones generales de noviembre de 2019. Cabe señalar que los partidos de Montserrat no se adhieren a una única ideología definida y son difíciles de distinguir entre sí.
Las próximas elecciones generales se celebrarán en noviembre de 2024.
La edad legal para votar es de 18 años.
El poder judicial es independiente de los poderes ejecutivo y legislativo.
El Tribunal Supremo del Caribe Oriental (Eastern Caribbean Supreme Court) es el más alto tribunal del sistema judicial de Montserrat. Es el Tribunal Superior de la Organización de Estados del Caribe Oriental (Organisation of Eastern Caribbean States o Organisation des États de la Caraïbe orientale; OECO). Su sede está en Castries, capital de la vecina Santa Lucía. Tiene jurisdicción ilimitada en cada uno de los Estados miembros de la organización. No obstante, sus decisiones pueden recurrirse ante el Consejo Privado de Londres (Privy Council). Está compuesto por el Tribunal Superior de Justicia y el Tribunal de Apelación.

El 10 de mayo de 1991 entró en vigor la Ordenanza de los Territorios del Caribe, que abolió oficialmente la pena de muerte por asesinato en Montserrat.

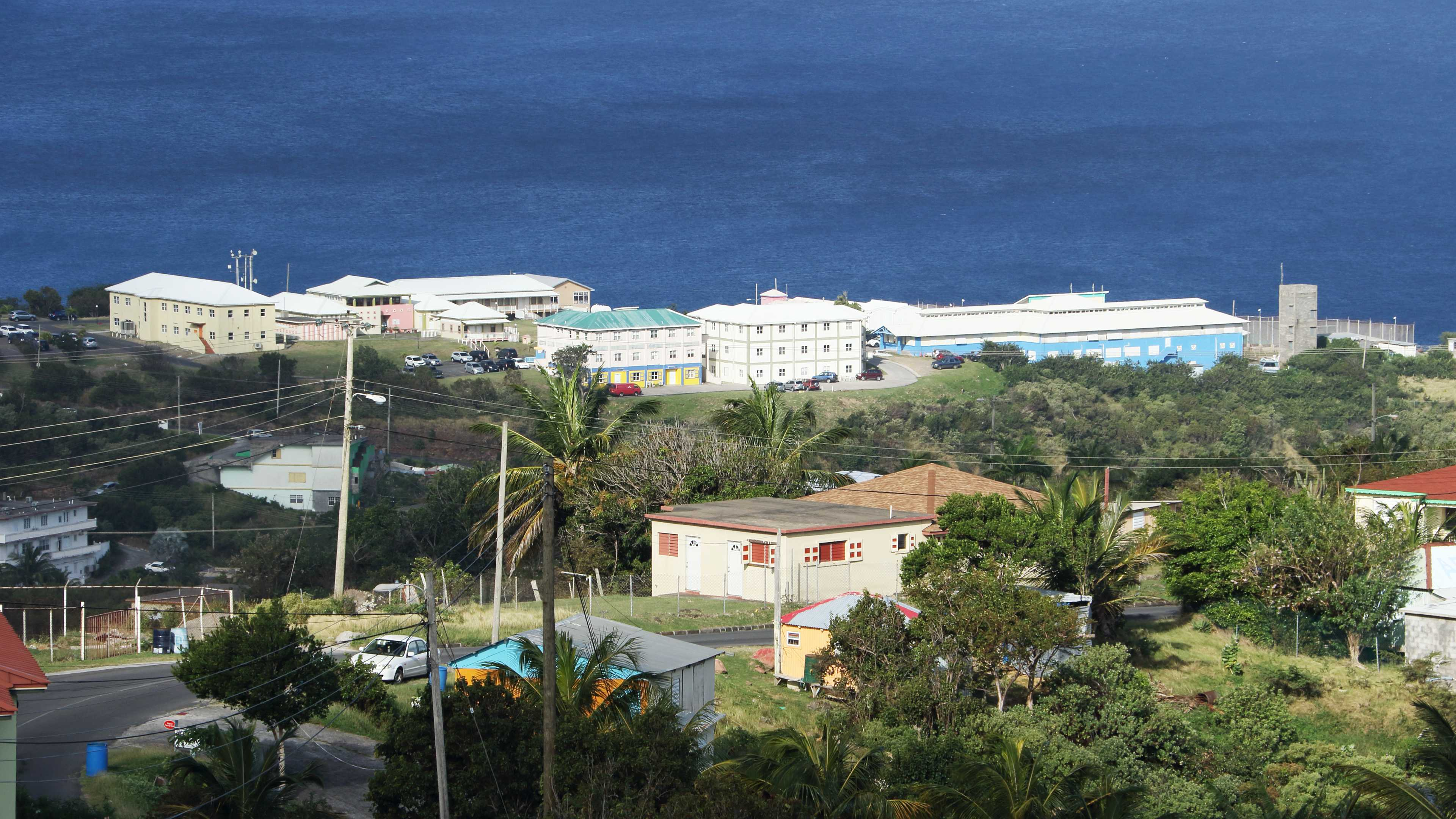
Brades funciona como la capital de facto de Montserrat desde que la Plymouth fue abandonada en 1996 debido a la actividad volcánica en el sur de la isla

### Elecciones
Las elecciones en Montserrat se celebran en el marco de una democracia multipartidista y un sistema parlamentario. La Asamblea Legislativa es elegida directamente, y el ministro Principal es seleccionado por el partido o coalición con más escaños en la Asamblea.
En el siglo XIX se celebraron elecciones en Montserrat, pero con un sufragio muy limitado; en 1837 sólo podían votar 114 de los 7.119 habitantes de la isla. La Asamblea Legislativa, parcialmente elegida, se disolvió en 1866 y fue sustituida por un órgano totalmente designado, que se mantuvo hasta 1937, cuando las reformas constitucionales reintrodujeron los miembros elegidos. La legislatura reorganizada tenía nueve escaños; cuatro elegidos, tres ocupados por funcionarios del gobierno y dos por nominados designados por el gobernador. Las primeras elecciones en Montserrat en el siglo XX tuvieron lugar ese mismo año.
Solo en 1951 se introdujo el sufragio universal, y las elecciones de 1952 fueron las primeras en las que pudieron votar todos los adultos de la isla. El Partido Laborista de Montserrat obtuvo los cinco escaños del Consejo Legislativo. Posteriormente, el MLP ganó las elecciones de 1955, 1958, 1961 (cuando el consejo se amplió a siete escaños) y 1966.
En las elecciones de 1970, el nuevo Partido Democrático Progresista (PDP) obtuvo los siete escaños. El PDP también ganó las elecciones de 1973, pero fue derrotado en 1978, cuando el Movimiento Popular de Liberación (PLM) obtuvo los siete escaños. El PLM ganó las elecciones de 1983 y 1987.

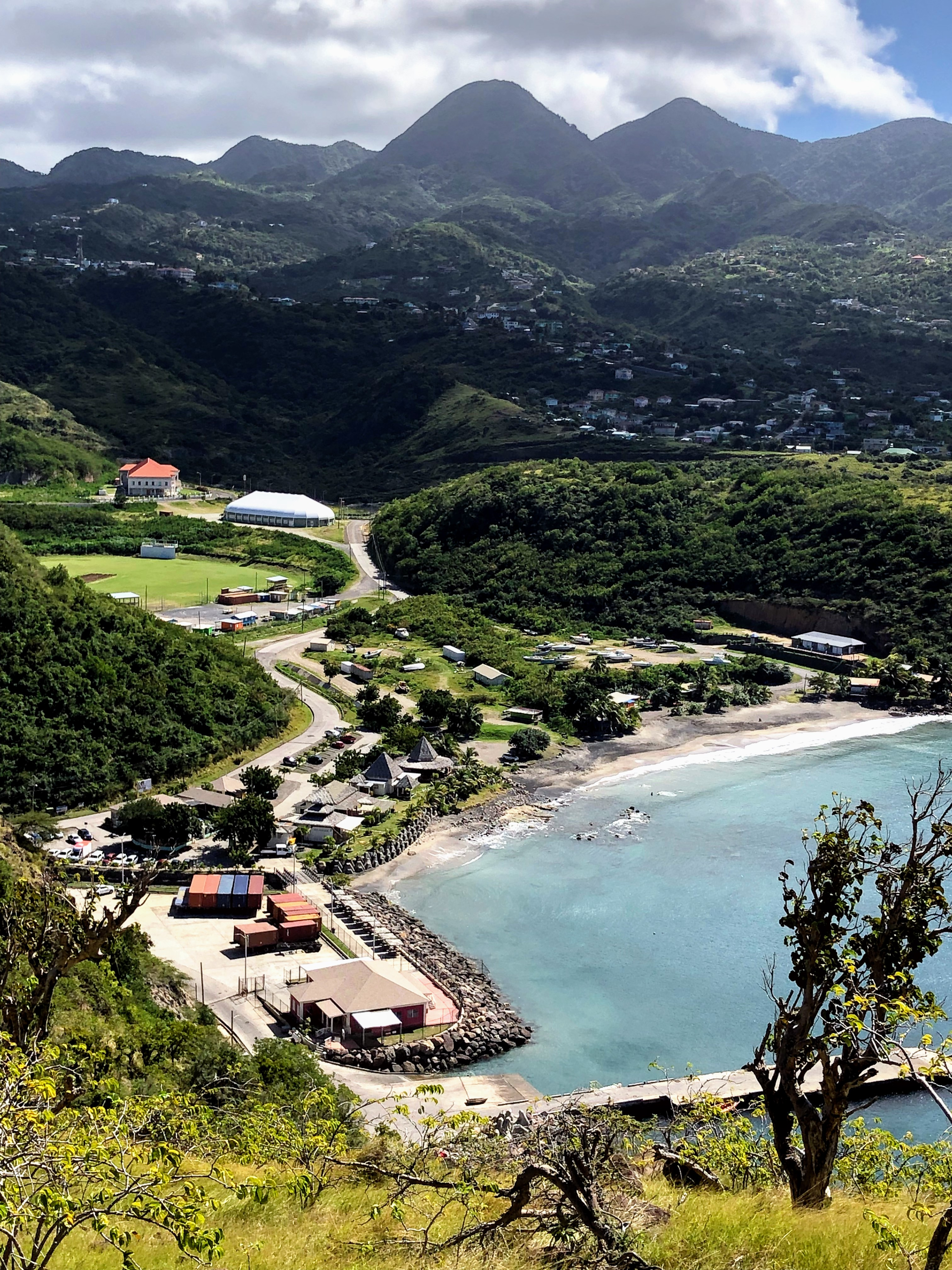
Little Bay esta proyectada como la futura capital de Montserrat

Las elecciones de 1991 fueron ganadas por el Partido Nacional Progresista, que obtuvo cuatro de los siete escaños. Las elecciones de 1996 dieron lugar a un parlamento con dos escaños para la Alianza Progresista Popular (APP) y el Movimiento para la Reconstrucción Nacional (MNR), uno para el PNP y el resto para dos independientes. El primer gobierno de coalición de la isla lo formaron el MNR, el NPP y un diputado independiente.
En las elecciones de 2001 se introdujo un nuevo sistema electoral como consecuencia de las erupciones volcánicas que dejaron inhabitables cuatro de las siete circunscripciones. Las siete circunscripciones uninominales se sustituyeron por una circunscripción de nueve miembros en la que los electores podían votar a nueve candidatos. Las elecciones fueron ganadas por el Nuevo Movimiento Popular de Liberación (NPLM), que obtuvo siete de los nueve escaños. Las elecciones de 2006 dieron lugar a otro parlamento sin mayoría, y aunque el Movimiento por el Cambio y la Prosperidad (MCAP) resultó ser el partido más votado, con cuatro escaños, el NPLM y el Partido Democrático de Montserrat formaron un gobierno de coalición junto con el único diputado independiente. Aunque el NPLM tenía tres escaños y el MDP uno, el líder del MDP, Lowell Lewis, se convirtió en Ministro Principal.
Las elecciones de 2009 fueron ganadas por el MCAP, que se hizo con seis de los nueve escaños. En 2011 se abolió el Consejo Legislativo y se sustituyó por la Asamblea Legislativa. En las primeras elecciones al nuevo órgano, en 2014, el MCAP fue derrotado por el nuevo Movimiento Democrático Popular, que obtuvo siete escaños.
Los nueve miembros de la Asamblea Legislativa son elegidos para mandatos de cinco años en una circunscripción única en la que los electores pueden votar a nueve candidatos. La isla está dividida en seis divisiones electorales para el recuento de votos.

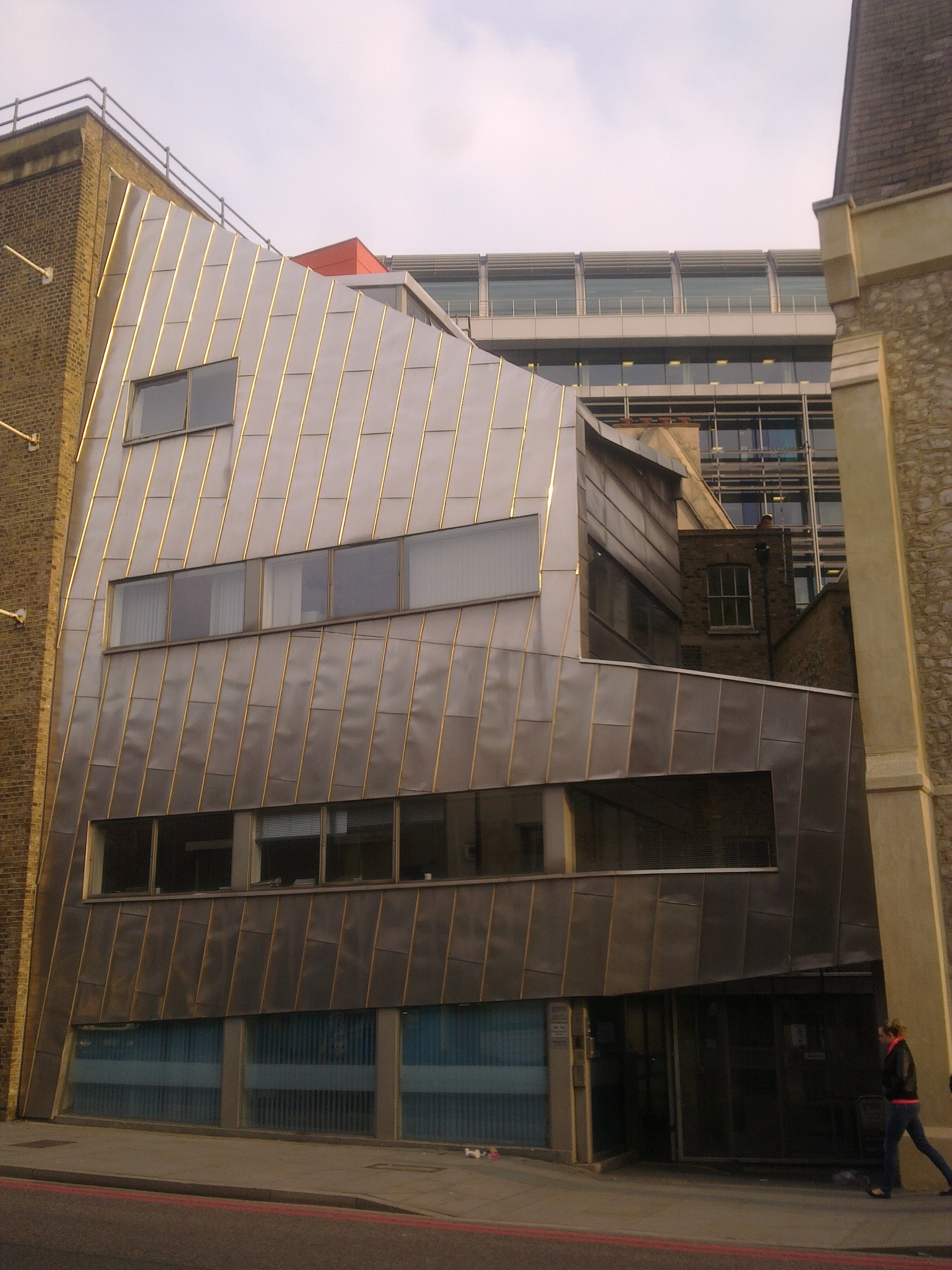
Edificio de la Oficina de la Representación de Montserrat en Londres

### Política Exterior
Los asuntos exteriores, la defensa, la seguridad interior y los servicios públicos y financieros extraterritoriales de Montserrat son gestionados por el gobierno del Reino Unido desde Londres.
La Oficina del primer ministro (Office of the Premier), a través de la Unidad de Asuntos Exteriores (External Affairs Unit), es responsable del desarrollo, aplicación y promoción de determinados asuntos exteriores en lo que se refiere a: Cooperación Regional; Asuntos de la Diáspora; Política de Inmigración; Inversión y Comercio; Promoción; y Relaciones Diplomáticas incluyendo Diplomacia Económica y el Desarrollo nacional.
En línea con la prioridad del Gobierno de Montserrat de reconstruir la población y la economía locales, el objetivo establecido de la Unidad es facilitar oportunidades de desarrollo sostenible para Montserrat a través de la Cooperación y colaboración estratégicas con socios externos clave, la Ejecución de acuerdos bilaterales y multilaterales mutuamente beneficiosos, y la Promoción de los intereses de Montserrat en el extranjero y en la diáspora como lugar ideal para los negocios y la inversión y/o como lugar deseable para vivir, trabajar y visitar. 
El Comité de Descolonización de Naciones Unidas incluyó a Montserrat en su lista de territorios no autónomos. Sin embargo, las erupciones volcánicas y la consiguiente evacuación de la población frenaron cualquier avance hacia la independencia.
Montserrat es miembro de pleno derecho de la Comunidad del Caribe (Caribbean Community o CARICOM) desde el 1 de mayo de 1974 y de la Organización de Estados del Caribe Oriental (Organisation of Eastern Caribbean States, OECO) desde el 18 de junio de 1981. La isla también es miembro del Banco de Desarrollo del Caribe (Caribbean Development Bank), con sede en Bridgetown (Barbados), y miembro asociado de la Comisión Económica para América Latina y el Caribe, con sede en Puerto España (Trinidad y Tobago).

### Policía
El Real Servicio de Policía de Montserrat garantiza la seguridad en el Territorio Británico de Ultramar de la isla de Montserrat, en el este del Caribe.
A partir de mayo de 2024, el Comisario de Policía es Mark Payne QPM MBA, policía de carrera de la Policía de West Midlands en Inglaterra. Mark se jubiló de la Policía de West Midlands en marzo de 2024, donde ocupó el cargo de Detective Jefe Superintendente y Jefe de la Unidad Regional de Lucha contra el Terrorismo de West Midlands.

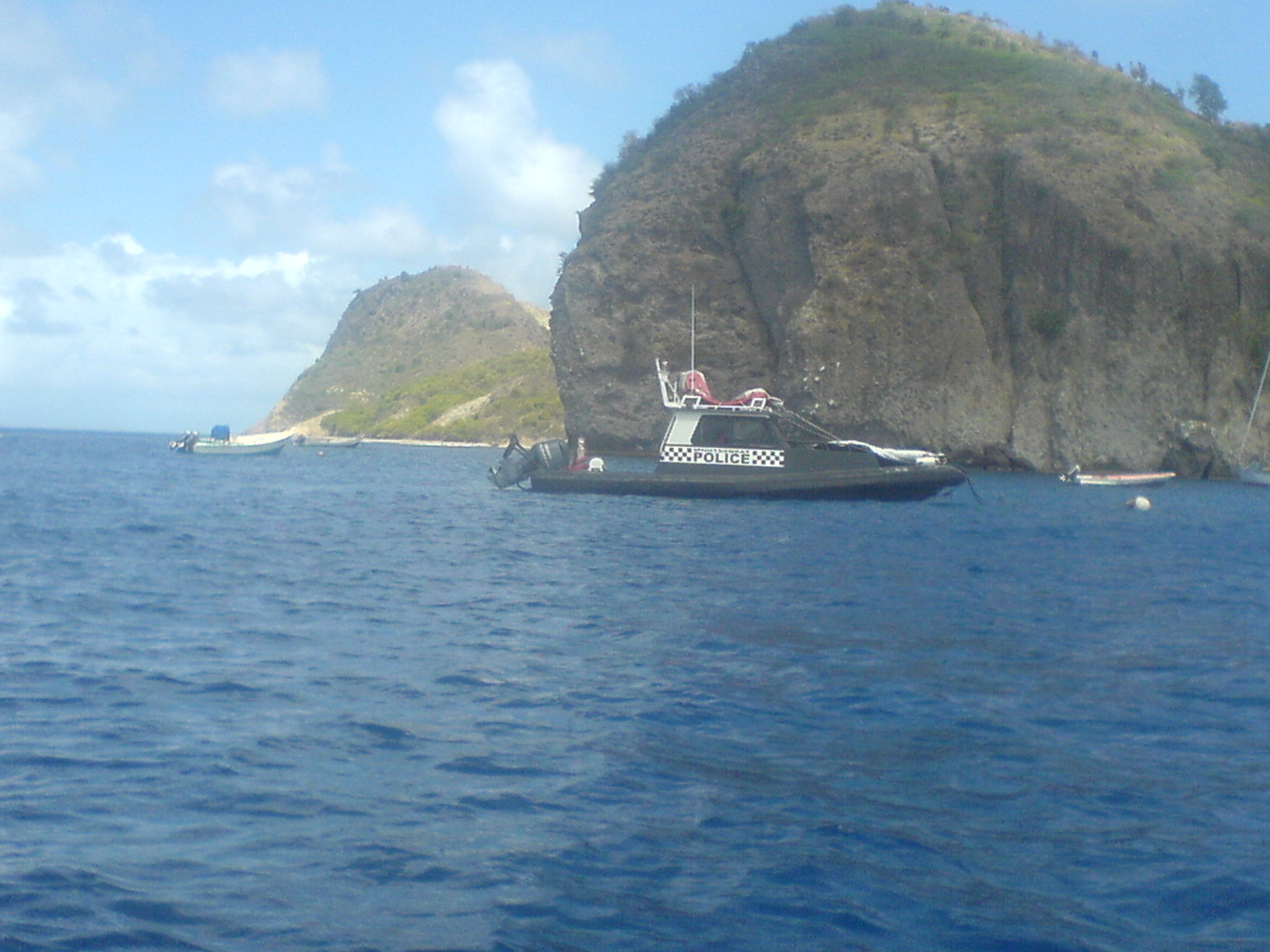
Unidad marítima de la Policía de Montserrat

La Policía de Montserrat era una división de la Policía de las Islas de Sotavento, que prestaba servicio a Antigua, San Cristóbal y Nieves, Anguila, Montserrat y las Islas Vírgenes Británicas, con sede en Antigua. La Colonia de las Islas de Sotavento se disolvió en 1959 y el Cuerpo de Policía de Montserrat se convirtió en una división del Cuerpo de Policía de Antigua, Montserrat y las Islas Vírgenes Británicas. El Título Real fue otorgado al cuerpo en 1966, y el Servicio de Policía Real de Montserrat se convirtió en autónomo el 27 de febrero de 1967.
Entre los años 1967 y 2007, hubo un Jefe de Policía y diez Comisarios de Policía procedentes de países como Reino Unido, Guyana, San Cristóbal y Nieves e incluso nativos de la isla.
El servicio de policía también dirigía un equipo de fútbol que jugaba en el Campeonato de Montserrat, la máxima categoría del fútbol en la isla. Fue el club más laureado, ganando la liga en cuatro ocasiones.
El RMPS celebró su 50 aniversario en febrero de 2017, tras haberse disuelto de la Fuerza de Policía de las Islas de Sotavento en 1967.
La RMPS es un cuerpo de policía civil y local y tiene autoridad para mantener la paz del Rey en todo el territorio. El cuerpo afirma oficialmente que su deber es: Preservación de la ''Paz del Rey'', Protección de la Vida y la Propiedad, Prevención y Detección de Delitos y Llevar a los Delincuentes ante la Justicia.

### Defensa
La Real Fuerza de Defensa de Montserrat (Royal Montserrat Defence Force) es la unidad de defensa nacional del Territorio Británico de Ultramar de Montserrat. La fuerza tiene un objetivo de nivel de fuerza autorizado de 50 efectivos de reserva a partir de 2021-22, un tamaño similar al de una unidad del tamaño de un pelotón.
Creada en 1899, la unidad es hoy en día una fuerza reducida de unos cuarenta a cincuenta soldados voluntarios, que se ocupan principalmente de la Defensa civil y de tareas ceremoniales. La unidad tiene una asociación histórica con la Guardia Irlandesa. El actual comandante es el teniente coronel Alvin Ryan, que fue nombrado comandante de la fuerza por primera vez en 2014, y que asumió el mando del difunto capitán Horatio Tuitt. El nombramiento de un comandante de unidad a nivel de teniente coronel en 2022 fue un hecho inédito para la fuerza. Como Territorio Británico de Ultramar (BOT), la defensa de Montserrat sigue siendo responsabilidad del gobierno del Reino Unido.
En una ceremonia especial de entrega de medallas celebrada en mayo de 2024, diez miembros de la Real Fuerza de Defensa de Montserrat (RMDF) y dos distinguidos agentes de policía fueron condecorados con medallas de la Coronación por su papel durante la Operación Orbe Dorado, nombre oficial del acontecimiento de la Coronación del Rey Carlos III y la Reina Consorte el 6 de mayo de 2023. Se trata de una ocasión significativa, ya que es la segunda vez que el RMDF participa en una coronación, continuando una orgullosa tradición que comenzó con el Capitán Cyril Taylor en la Coronación de la Reina Isabel II en 1952.
Las RMDF y el personal policial formaron parte de los aproximadamente 4.000 participantes militares y policiales de las Fuerzas Armadas del Reino Unido, otros territorios británicos de ultramar y naciones de la Commonwealth en la procesión ceremonial desde la Abadía de Westminster hasta el Palacio de Buckingham.

## Organización político-administrativa
Políticamente la isla se divide en 3 parroquias:
1. San Antonio,
2. San Jorge y
3. San Pedro, la única parroquia con población establecida (puesto que las otras dos están en el área de exclusión por el volcán Soufriére).

## Geografía
Montserrat se localiza al sureste de Puerto Rico y al suroeste de la isla de Antigua. Tiene una zona económica exclusiva pequeña sin acceso al Océano Atlántico y que se ve limitada por la Isla de Aves de Venezuela.La delimitación de los límites marinos con Venezuela es aun un tema pendiente.
La isla es montañosa y volcánica en su totalidad y su punto máximo es el volcán Soufriere Hills (914 m) que se encuentra actualmente activo; existen también algunas pequeñas playas en la costa.

### Clima
Montserrat está situado en la zona de clima húmedo ecuatorial, que está formado por los vientos alisios del nordeste y las corrientes cálidas del océano. Las temperaturas son de un clima ecuatorial típico, donde el promedio anual es de 25 °C. Las variaciones de temperatura anual y del día a la noche son muy pequeñas, apenas de unos 5 °C. La precipitación es abundante, donde los valores promedio son de alrededor de 2000 mm por año. Solamente en el sur baja ese promedio de precipitaciones a 1000 mm. Hay unos pocos meses la estación seca, pero el período no está exento de la precipitación, que son más intensos durante el verano. De junio a noviembre la isla es azotada por huracanes.

### Hidrografía
La red fluvial en la isla es densa, y todos sus ríos son de carácter montañoso, en ellos destacan los rápidos y las cascadas. Los ríos son cortos y desembocan en el Mar Caribe y el Océano Atlántico. La isla también cuenta con aguas termales asociadas a la actividad volcánica.

### Flora y Fauna
La naturaleza está altamente degradada debido a las actividades agrícolas y a la actividad volcánica en la región del Mar Caribe. Los bosques cubren aproximadamente un tercio de la isla, estos son los bosques tropicales de hoja perenne, donde los árboles pierden sus hojas parcialmente en el periodo de menos precipitaciones.
Montserrat es conocido por sus arrecifes de coral y sus cuevas a lo largo de la costa. Las cuevas son las casas de muchas especies de murciélagos, hay esfuerzos para vigilar y proteger a diez especies de murciélagos en peligro de extinción.
Montserrat, como muchas islas aisladas, alberga especies vegetales y animales raras y endémicas. El trabajo emprendido por el Montserrat National Trust32 en colaboración con el Real Jardín Botánico de Kew (Reino Unido) se ha centrado en la conservación del pribby (Rondeletia buxifolia), una planta herbácea de flores rojas, en la región de Center Hills. Hasta 2006, esta especie sólo se conocía a través de un único libro sobre la vegetación de Montserrat. En 2006, los conservacionistas también rescataron varias plantas de la orquídea de Montserrat (Epidendrum montserratense), en peligro de extinción, de los árboles muertos de la isla y las trasladaron a la seguridad del jardín botánico de la isla.
La isla también alberga la rana zanjera gigante (Leptodactylus fallax), en peligro crítico de extinción, conocida localmente como gallina de montaña, que sólo se encuentra en Montserrat y Dominica. La especie ha sufrido un declive catastrófico debido a la enfermedad de los anfibios quitridiomicosis y a la erupción volcánica de 1997. Expertos del Durrell Wildlife Conservation Trust (Jersey) trabajaron con el Departamento de Medio Ambiente del Ministerio de Agricultura de Montserrat para conservar la rana in situ en el marco de un proyecto denominado «Salvar el pollo de montaña», y se estableció una población ex situ de cría en cautividad en colaboración con el Durrell Wildlife Conservation Trust, la Sociedad Zoológica de Londres, el zoológico de Chester, el zoológico de Parken (Suecia) y los Gobiernos de Montserrat y Dominica. Ya se han llevado a cabo reintroducciones de anfibios con la esperanza de aumentar su número en la naturaleza y reducir el riesgo de extinción debido a la quitridiomicosis.
El ave nacional es la endémica oropéndola de Montserrat (Icterus oberi). La Lista Roja de la UICN (Unión Internacional para la Conservación de la Naturaleza) la clasifica como vulnerable, tras haberla catalogado anteriormente como en peligro crítico. Hay poblaciones cautivas en varios zoológicos del Reino Unido, como los de Chester, Londres, Jersey y Edimburgo. Montserrat también alberga tres especies de colibríes, mientras que otras islas del Caribe suelen tener sólo dos.
El galliwasp de Montserrat (Diploglossus montisserrati), un tipo de lagarto, es endémico de Montserrat y está catalogado como En Peligro Crítico por la UICN. Se ha elaborado un plan de acción para esta especie.
En 2005 se llevó a cabo una evaluación de la biodiversidad de las Colinas del Centro. Para apoyar la labor de los conservacionistas locales, un equipo de socios internacionales, entre ellos el Durrell Wildlife Conservation Trust (Jersey), el Real Jardín Botánico de Kew (Reino Unido), la Real Sociedad para la Protección de las Aves (Reino Unido) y la Universidad Estatal de Montana (EE. UU.), realizaron estudios en profundidad y recopilaron datos biológicos. 
Los investigadores de la Universidad Estatal de Montana descubrieron que la fauna invertebrada era especialmente rica en la isla. El informe reveló que el número de especies de invertebrados conocidas en Montserrat es de 1.241. El número de especies conocidas de escarabajos es de 718 especies de 63 familias. Se calcula que 120 invertebrados son endémicos de Montserrat.
Montserrat es conocida por sus arrecifes de coral y sus cuevas a lo largo de la costa. Estas cuevas albergan muchas especies de murciélagos y se están realizando esfuerzos para vigilar y proteger de la extinción a las diez especies de murciélagos.
La tarántula de Montserrat (Cyrtopholis femoralis) es la única especie autóctona de la isla. Fue criada en cautividad por primera vez en el zoológico de Chester en agosto de 2016.

### Volcán Soufrière Hills
El volcán Soufrière Hills es el más activo del Caribe y el causante del abandono de la capital de la isla, Plymouth, hace años, debido al peligro que esta montaña supuso para sus habitantes. El Observatorio del Volcán de Montserrat (MVO por sus siglas en inglés) monitorea constantemente la actividad del Soufrière Hills, otorgando boletines semanales de actividad volcánica a la población.

### Geología
La isla de Montserrat está formada por los productos de cinco volcanes principales y tres volcanes parásitos de edad comprendida entre el Plioceno y la era Reciente. Aparte de South Soufriere Hill, donde se producen algunas coladas basálticas y caídas de piroclastos, los volcanes sólo han erupcionado andesitas, en su mayoría lavas de domo y coladas de piroclastos. 
Las lavas de Montserrat pertenecen a la serie calcoalcalina. Se han presentado análisis de elementos principales y traza de rocas y minerales, que se utilizaron en una prueba informática que demuestra que el fraccionamiento de un basalto podría explicar la composición de todas las lavas de Montserrat. Otras consideraciones, especialmente las relaciones de campo y los volúmenes relativos de los tipos de rocas, sugieren que las andesitas se producen de esta manera sólo en  South Soufriere Hill. 
El análisis de la topografía y la nueva batimetría de barrido, así como los datos geofísicos, proporcionan información sobre las características morfológicas aéreas y submarinas y los procesos de transferencia de masa en Montserrat. La isla presenta una plataforma submarina característica de poca profundidad (<100 m), que se interpreta como formada por erosión con una profundidad controlada por la variación glacio-eustática del nivel del mar. Se han identificado varios depósitos de avalanchas de escombros en los flancos submarinos inferiores del volcán Soufriere Hills, y existen pruebas de colapsos laterales en los centros volcánicos más antiguos. 
La evolución morfológica de Montserrat se interpreta en términos de tres etapas. La primera etapa comprende el crecimiento submarino. La segunda etapa, el crecimiento subaéreo, está representada por el centro volcánico activo de South Soufriere Hills-Soufriere Hills. Durante la actual erupción del volcán Soufriere Hills (19952002) más de la mitad de la lava erupcionada fue transportada al mar. Los colapsos de los flancos se produjeron varias veces durante esta etapa, como el evento del English's Crater (hace unos 4000 años) o el evento del Boxing Day durante la erupción actual (26 de diciembre de 1997). Los centros volcánicos más antiguos de Montserrat, Centre Hills y Silver Hills, ilustran la tercera etapa de evolución, extinción y erosión.
Montserrat se encuentra en el extremo occidental de una plataforma de arco poco profunda entre las islas calizas y volcánicas del Caribe. La isla está situada en el extremo de una fosa morfológica (Bouillante-Montserrat) entre Guadalupe y el sur de Montserrat con escarpas de hasta 100 m de altura. Esta tendencia estructural reaparece en el lado oeste de Montserrat. Los graben indican una extensión perpendicular a lo largo del arco. Al sureste de Montserrat, varios grandes volcanichills submarinos aislados se elevan a unos 500 m por encima del suelo marino circundante. Se ha sugerido que el borde sur del graben albergaba un componente de movimiento sinistral con varias fallas oblicuas en escalón. Al este de las islas volcánicas también se observan varios graben con un ángulo elevado respecto al arco (tendencias este-oeste y NE-SO). Algunos investigadores han planteado que el volcán Soufriere de Guadalupe y el volcán Soufriere Hills de Montserrat se encuentran en el extremo occidental de los graben Marie-Galante y Eperon Bertrand-Falmouth, respectivamente.

## Economía
Debido a la actividad volcánica que comenzó en julio de 1995, se puso en un aprieto a esta pequeña pero abierta economía. La erupción catastrófica de junio de 1997 cerró los aeropuertos y puertos, originando el aislamiento económico y social profundo de Montserrat.

Su moneda es el dólar del Caribe Oriental. La economía de Montserrat se basa en la pesca y el turismo. También es importante la emisión de sellos postales para coleccionistas.
La economía de Montserrat quedó devastada por la erupción de 1995 y sus secuelas; en la actualidad, el presupuesto de funcionamiento de la isla es suministrado en gran medida por el Gobierno británico y administrado a través del Departamento de Desarrollo Internacional (DFID), y asciende a unos 25 millones de libras esterlinas al año. Las cantidades adicionales se aseguran mediante impuestos sobre la renta y la propiedad, licencias y otras tasas, así como los derechos de aduana que se cobran sobre los bienes importados.
La limitada economía de Montserrat, con una población inferior a 5000 habitantes, muchos de los cuales viven en refugios y chozas sin servicios públicos, solo consume 2,5 MW de energía eléctrica, producida por cinco generadores diésel. Dos pozos geotérmicos exploratorios han encontrado buenos recursos y la plataforma para un tercer pozo geotérmico se preparó en 2016. Se espera que juntos los pozos geotérmicos produzcan más energía de la que requiere la isla. Una estación solar fotovoltaica de 250 kW fue puesta en marcha en 2019, con planes para otros 750 kW.
Un informe publicado por la CIA indicó que el valor de las exportaciones ascendía a un total equivalente a 5,7 millones de dólares de los EE. UU. (estimación para 2017), y que consistía principalmente en componentes electrónicos, bolsas de plástico, prendas de vestir, pimientos picantes, limas, plantas vivas y ganado. El valor de las importaciones ascendió a 31,02 millones de dólares (estimación para 2016) y consistió principalmente en maquinaria y equipo de transporte, alimentos, productos manufacturados, combustibles y lubricantes.
Entre 1979 y 1989, Montserrat albergó una sucursal de AIR Studios, lo que hizo que la isla fuera muy popular entre los músicos que a menudo iban allí a grabar aprovechando el clima y los bellos alrededores de la isla; el estudio cerró como consecuencia del huracán Hugo.

### Agricultura
La agricultura en Montserrat, territorio británico de ultramar, es una pequeña industria muy influida por la actividad volcánica de las colinas de la Soufrière. Históricamente uno de los principales productores de azúcar y tabaco, las erupciones de las Soufrière Hills entre 1995 y 1997 dañaron gravemente las infraestructuras de gran parte de la isla. Gran parte de las tierras cultivables fueron destruidas durante las erupciones o se encuentran ahora dentro de una «zona de exclusión», por lo que sólo quedan secciones limitadas de la región norte de la isla utilizables para el cultivo.
Antes de la erupción, la parte norte de Montserrat, donde se reubicó a la población tras las erupciones, se caracterizaba por tener suelos poco desarrollados, escasas precipitaciones y una agricultura deficiente.
La agricultura desempeña un escaso papel en la economía de la isla, ya que la mayor parte de la actividad económica desde las erupciones se genera en empleos de servicios (turismo, gobierno) y construcción. No obstante, el gobierno de Montserrat se ha comprometido a invertir en nuevas tecnologías para reactivar la industria agrícola de la isla, de modo que sea más autosuficiente y dependa menos de la importación de alimentos.

## Transporte
El transporte de Montserrat se realiza por carretera, aire, agua (mar) y transporte público de pasajeros en poblaciones y conexiones interurbanas. La superficie del país es de 102 km² (puesto 226 en el mundo). La forma del territorio del país es de isla compacta, ligeramente alargada en dirección meridional; la distancia máxima de norte a sur es de 16 km, de este a oeste - 10 km. La mayor parte del territorio de la isla está cubierto de sedimentos volcánicos procedentes de una serie de erupciones ocurridas en la década de 1990 y no es apto para la actividad económica. La situación geográfica de Montserrat le permite controlar las rutas de transporte marítimo entre el Mar Caribe y el Atlántico Norte.
Una erupción volcánica en 1995 destruyó la red de carreteras de la isla. Se están construyendo nuevas carreteras en la parte norte.
Según datos de 2013, el país cuenta con 1 aeropuerto (226.º del mundo) con pista pavimentada. Los aeropuertos del país se clasifican por la longitud de la pista de la siguiente manera (con el número sin pistas pavimentadas entre paréntesis): menos de 3 mil pies (<914 m) - 1 (0).
En 2015, había 1 aerolínea registrada en el país, que operaba 3 aeronaves.

Montserrat no es miembro de la Organización de Aviación Civil Internacional (OACI). Según el artículo 20 del Convenio de Chicago sobre Aviación Civil Internacional de 1944, la OACI ha asignado el prefijo de matrícula VP-M a las aeronaves del país a partir de 2016, basándose en los indicativos de radio asignados por la Unión Internacional de Telecomunicaciones (UIT). Los aeropuertos de Montserrat tienen un código de letras de la OACI que comienza por TR.
Los principales puertos marítimos del país son los de Little Bay y antes el de Plymouth.
El Reino Unido gestiona las infraestructuras de transporte del país dependiente a través del Departamento de Transporte. Desde el 28 de julio de 2016, este departamento del Gobierno de Theresa May fue dirigido por el secretario de Estado Chris Grayling.

## Demografía
La isla está poblada por una mayoría de mulatos, muchos de estos descendientes de irlandeses y africanos; también existe una minoría blanca, principalmente de origen británico e irlandés. 
El 18 de julio de 1995 el volcán Soufriere Hills hizo erupción y desde esa fecha continúa arrojando lava y ceniza esporádicamente, lo cual ha provocado la emigración de la mayoría de la población de la isla. En la actualidad el sur de la isla se encuentra prácticamente deshabitado, principalmente el área de Plymouth, la capital. Hasta que vuelva la calma a Plymouth, el pueblo de Brades sirve como sede temporal del gobierno, una nueva ciudad en Little Bay está en proceso de construcción y se espera que pueda albergar al gobierno de la isla. Antes de la erupción volcánica, la población era de 13 200 habitantes. Más de 9000 huyeron y pocos han vuelto. La población actual es de alrededor de 6000 personas y la mayoría reside en el noroeste de la isla, la única zona que está libre de las erupciones volcánicas.

### Lenguas
El inglés es la única lengua oficial y la principal lengua hablada en la isla. Unos pocos miles de personas hablan el criollo de Montserrat, un dialecto del inglés criollo del Caribe de Sotavento. Históricamente, se hablaba gaélico irlandés, pero esta ha desaparecido casi por completo.
Los irlandeses constituyeron la mayor proporción de la población blanca desde la fundación de la colonia en 1628. La mayoría eran sirvientes contratados; otros eran comerciantes o propietarios de plantaciones. El geógrafo Thomas Jeffrey afirmaba en The West India Atlas (1780) que la mayoría de los habitantes de Montserrat eran irlandeses o descendientes de irlandeses, «de modo que el uso de la lengua irlandesa se conserva en la isla, incluso entre los negros».
Los esclavos africanos y los sirvientes irlandeses de todas las clases estaban en contacto constante, siendo habituales las relaciones sexuales y apareciendo como consecuencia una población de ascendencia mixta. Los irlandeses también destacaban en el comercio caribeño, ya que sus mercaderes importaban productos irlandeses como carne de vacuno, cerdo, mantequilla y arenque, y también importaban esclavos.
Existen pruebas indirectas de que el uso de la lengua irlandesa continuó en Montserrat al menos hasta mediados del siglo XIX. El diarista de Kilkenny y erudito irlandés Amhlaoibh Ó Súilleabháin señaló en 1831 que había oído que en Montserrat seguían hablando irlandés tanto los habitantes negros como los blancos.
En 1852, Henry H. Breen escribió en Notes and Queries que «la afirmación de que “la lengua irlandesa se habla en las islas de las Indias Occidentales, y que en algunas de ellas puede decirse que es casi vernácula”, es cierta en el caso de la pequeña isla de Montserrat, pero no tiene fundamento con respecto a las otras colonias».
En 1902, The Irish Times citó al Montreal Family Herald en una descripción de Montserrat, señalando que «los negros hasta el día de hoy hablan la antigua lengua gaélica irlandesa, o inglés con un acento irlandés. Se cuenta la historia de un hombre de Connaught que, al llegar a la isla, fue, para su asombro, aclamado en un irlandés vernáculo por los negros".
Una carta de W. F. Butler en The Atheneum (15 de julio de 1905) cita el relato de un funcionario de Cork, C. Cremen, de lo que había oído a un marinero retirado llamado John O'Donovan, que hablaba irlandés con fluidez:
''A menudo me contaba que en el año 1852, cuando era oficial del bergantín Kaloolah, desembarcó en la isla de Montserrat, que entonces estaba fuera de la ruta habitual de los barcos. Dijo que le sorprendió mucho oír a los negros hablar irlandés entre ellos, y que se unió a la conversación...''94].
El fonético británico John C. Wells llevó a cabo una investigación sobre el habla en Montserrat en 1977-78 (que incluyó también a montserratinos residentes en Londres). Descubrió que las afirmaciones de los medios de comunicación de que el habla irlandesa, ya fuera angloirlandesa o gaélica irlandesa, influía en el habla montserratina contemporánea eran en gran medida exageradas. Encontró pocas cosas en la fonología, la morfología o la sintaxis que pudieran atribuirse a la influencia irlandesa y, según el informe de Wells, sólo un pequeño número de palabras irlandesas en uso, un ejemplo de las cuales es minseach [ˈmʲiɲʃəx], que sugiere que es el sustantivo cabra.

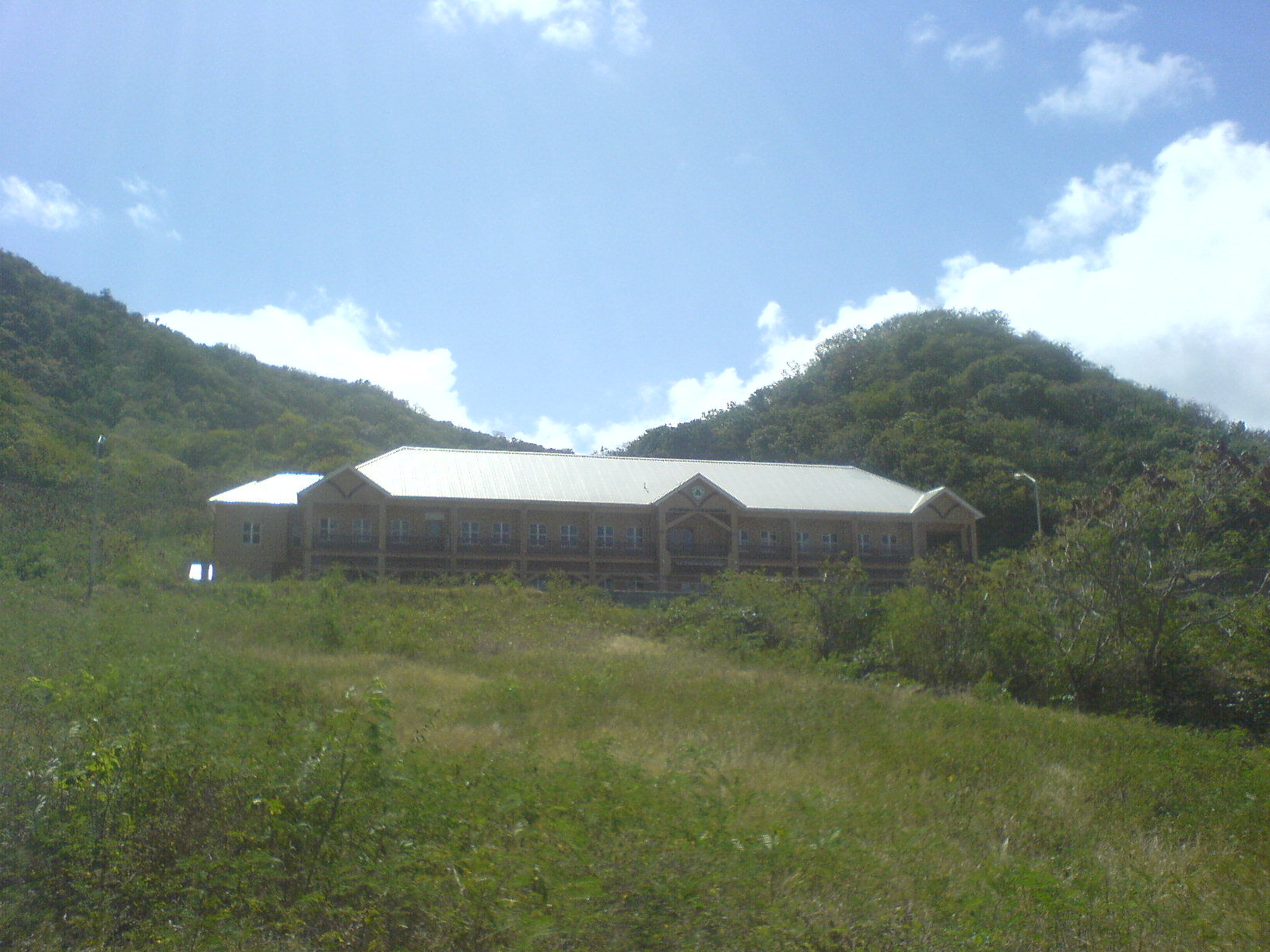
Una escuela en Montserrat

### Educación
La educación en Montserrat es obligatoria para los niños de entre 5 y 14 años, y gratuita hasta los 17. El Gobierno de Montserrat desarrolló un Plan de Política Educativa en el País para 1998-2002, conjuntamente con el Reino Unido. En el marco de este plan, el gobierno apoya iniciativas en las áreas de desarrollo curricular, evaluación y valoración de los estudiantes, desarrollo profesional de los profesores, expansión de la educación postsecundaria, e infraestructura educativa y tecnología de la información.
El sistema educativo es similar al de Inglaterra. En 1990 todos los residentes en edad de escolarización primaria estaban escolarizados.
Los metodistas crearon dos escuelas, una en Plymouth y otra en Cavalla Hill. La familia Sturges fundó la escuela de Olveston.
A pesar de su escasa población, de unos 5.000 habitantes, Montserrat alberga tres escuelas de medicina en el extranjero.
Las guarderías públicas son Lookout Daycare, St. John's Daycare y Salem Daycare. Las guarderías públicas son Brades Nursery, Lookout Nursery y Salem Nursery. Aunt Madge Child Care, una institución privada, cuenta con servicios de guardería. Lookout Nursery abrió en 2001, Lookout Daycare abrió en 2002 y Salem Nursery abrió en 2005. John's Nursery cerró en 2001.
Hay dos escuelas primarias públicas con jardín de infancia y grados 1-6.
- Escuela Primaria Brades (Brades)

La Iglesia Metodista construyó la escuela en 1966. El gobierno de Montserrat realizó ampliaciones y renovaciones. En 2009 la escuela estaba superpoblada; tenía 151 alumnos ese año.
- Escuela Primaria Lookout (Lookout)

Se estableció después de la erupción volcánica de Soufrière Hills de 1997, comenzando como institución secundaria en 1997. En 2001 se convirtió en una institución primaria. Hay tres edificios, con el Edificio 1 en el punto más alto. En 2009 tenía 174 alumnos.
Hay dos escuelas primarias privadas con jardín de infancia y grados 1-6:
- Escuela Primaria Católica San Agustín (Brades)[114]
- Escuela Primaria Lighthouse
- Academia Samuel (inaugurada en 2005)

También hay una escuela primaria de la Unidad de Necesidades Especiales, inaugurada en 2003
El único centro de enseñanza secundaria (antes de los 16 años) de la isla es el Montserrat Secondary School (MSS), un centro gestionado por el gobierno en Salem. El Montserrat Community College (MCC) es un centro de enseñanza superior (post-16 años y terciaria) en Salem. El MCC se hizo cargo de la sexta clase del MSS tras su apertura en 2004.
La Universidad de las Indias Occidentales mantiene su Campus Abierto de Montserrat. La Universidad de Ciencias, Artes y Tecnología de Olveston, una institución privada de enseñanza superior, se creó en 2003 y está acreditada por el Ministerio de Educación de Montserrat.
En la época anterior a 1997, Montserrat contaba con escuelas estatales, privadas y eclesiásticas. En 1989, la isla contaba con dos guarderías. Sus 12 guarderías tenían 460 alumnos en 1988. Sus 12 escuelas primarias tenían 1.403 alumnos en 1988.
- Escuela Primaria Kinsdale (KPS) Sirvió de refugio contra huracanes.[119]
- Escuela Primaria Plymouth[120]
- Escuela Primaria Salem

Antes de 1928, los residentes tenían que salir de Montserrat para acceder a la enseñanza secundaria. En 1928 se inauguró la primera institución de enseñanza secundaria, la Montserrat Boys Grammar School, una escuela gubernamental sólo para chicos. En 1932 se abrió un centro privado de secundaria sólo para chicas. Se fusionaron en MSS en 1938.
En la época anterior a 1997, Plymouth Junior Secondary School, Salem Junior Secondary School, y la sección júnior de MSS impartían educación secundaria inferior, mientras que la sección sénior de MSS impartía educación secundaria superior. Eran ramas de una institución secundaria, y juntas tenían 1.043 alumnos en 1988.

También había una escuela técnica, Montserrat Technical College (MTC), con 72 alumnos en 1988.

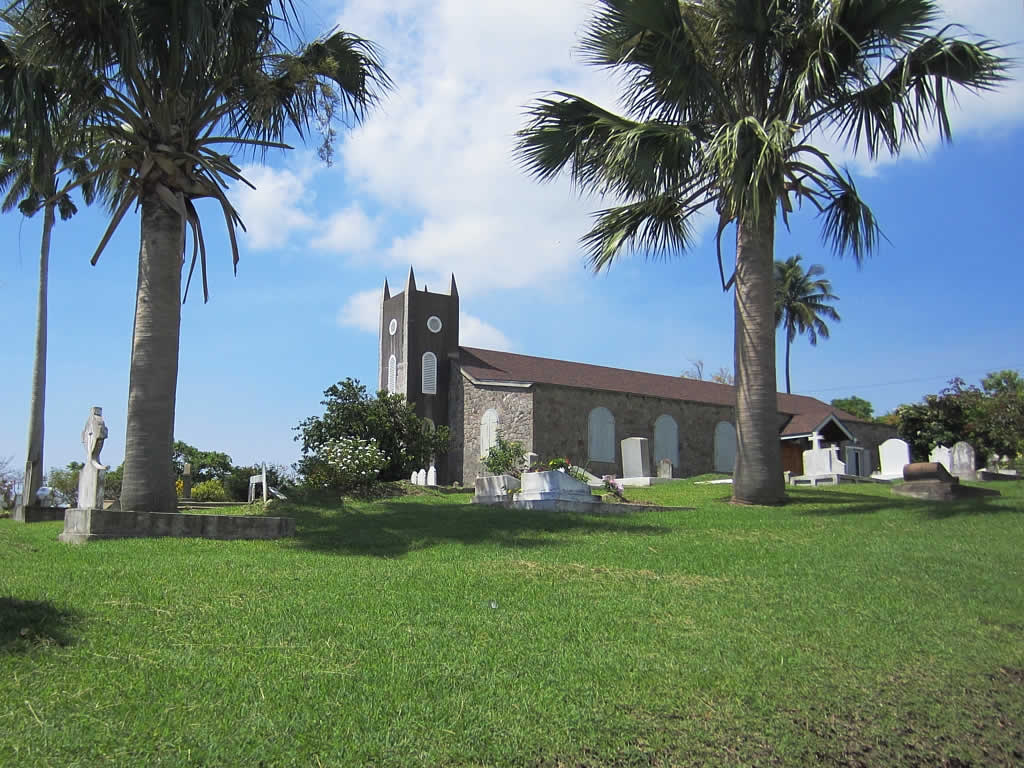
Iglesia anglicana de San Pedro en 2011.

### Religión
La mayoría de la población local profesa el cristianismo siendo los más importantes diversos grupos cristtianos protestantes . Según los datos del censo de 2001 las denominaciones religiosas más seguidas son el anglicanismo con 21,8 %, metodistas con 17 %, pentecostales con 14,1 %, catolicismo con un 11,6 %, adventistas del séptimo día con 10,5 % y un 10,8 % no declaró pertenencia a ninguna religión.

## Telecomunicaciones
Montserrat dispone de varios sistemas de telecomunicaciones, como telefonía móvil y general, radio y televisión. El código de país de Montserrat en el Sistema de Nombres de Dominio de Internet es «.ms». La telefonía utiliza el código de área 664.
Según una estimación de julio de 2016 de la CIA, el servicio telefónico totalmente digitalizado de Montserrat contaba con 3.000 abonados, mientras que se calcula que se utilizaban 5.000 teléfonos móviles. Se calcula que 2.860 usuarios tienen acceso a internet.
Hay 17 proveedores de servicios de Internet.
Montserrat posee una emisora de radio AM y 2 emisoras FM. Éstas dan servicio a 7.000 radios (según cifras de 1997). Hay una emisora de televisión, que en 1997 daba servicio a 3.000 televisores; la Peoples Television (PTV) es un servicio gratuito que ofrece noticias, documentales, anuncios y entretenimiento.  También hay servicio de televisión por cable y por satélite.

## Cultura

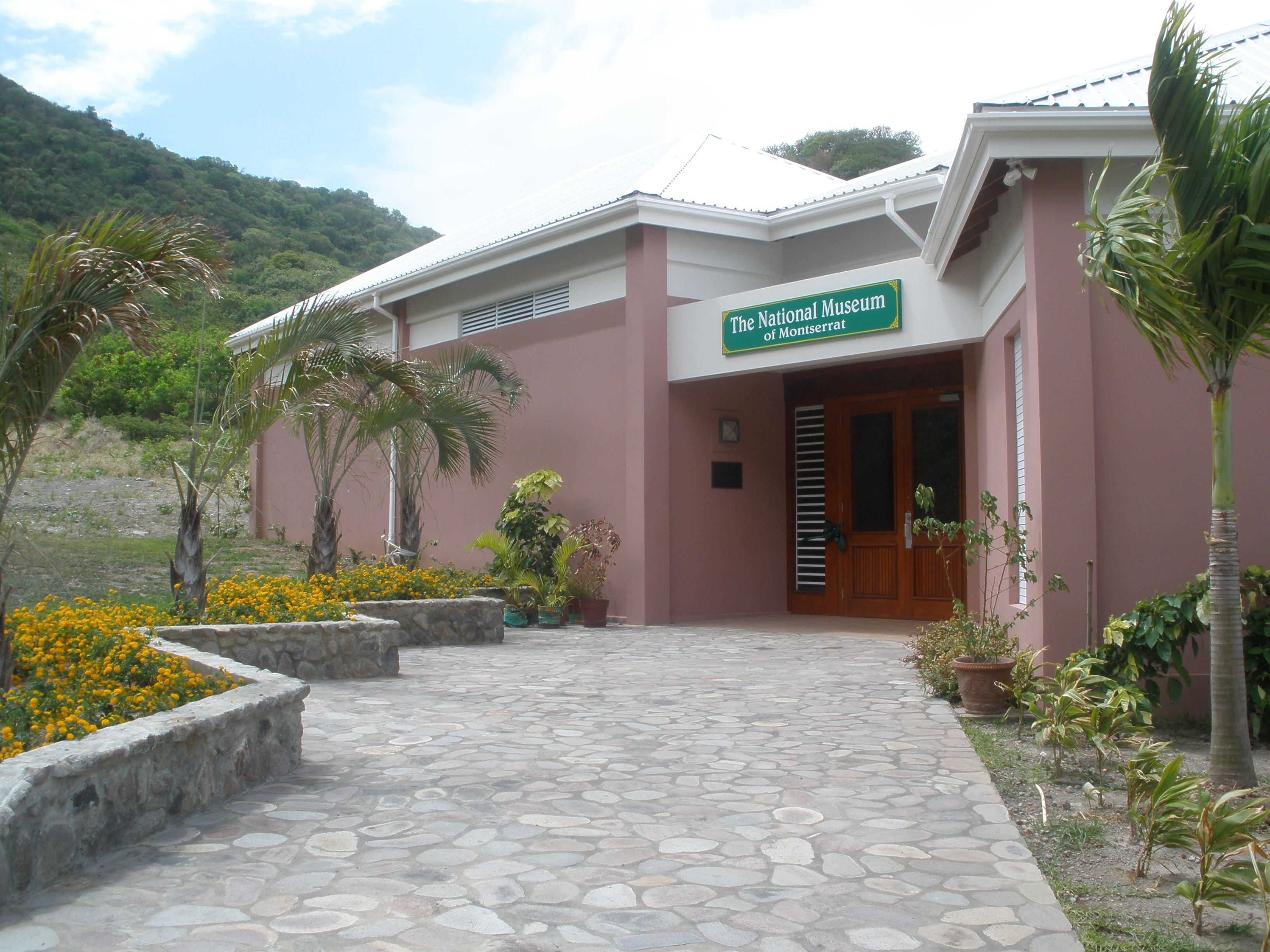
Museo nacional de Montserrat en Little Bay la nueva capital

Como otras islas del Caribe, en la cultura de la isla hay influencias europeas y africanas. Un aspecto a resaltar es la influencia irlandesa, ya que los primeros colonos blancos fueron de Irlanda.

### Gastronomía
El plato nacional de Montserrat es el agua de cabra (Goat Water), un guiso (ni muy espeso ni muy fino) de carne de cabra (hecho con la carne del macho cabrío (carnero) y servido con panecillos crujientes. Se asemeja al estofado irlandés y puede servirse con una variedad de alimentos, como pan y arroz.
Este plato puede ser difícil de cocinar porque tiene que tener un gusto, un sabor y un color particulares. El estofado no puede ser ni demasiado espeso ni demasiado fino. Tiene que estar en su punto. Suele cocinarse en una olla especial sobre fuego de leña, ya que el humo de la leña realza el sabor del guiso. Es un plato comunal que suele servirse en bodas, bautizos, fiestas y funerales.
La cocina de Montserrat se asemeja a la general británica y caribeña, ya que está situada en la zona del Caribe y es un territorio británico. La cocina incluye una amplia gama de carnes ligeras, como pescado, marisco y pollo, que en su mayoría se preparan a la parrilla, fritos o asados. Es una fusión de múltiples culturas, como la española, la francesa, la africana, la india y la amerindia.
El duckna es un plato a base de boniato con especias y coco que se hierve para darle una consistencia de pudin o bollo de masa y se envuelve en una hoja de plátano o «chainy bush» (también conocida como «oreja de elefante»)». Se puede servir caliente o frío y es un plato básico en la isla.
El pan de mandioca es un pan plano tradicional rico en fibra y elaborado con la raíz de la mandioca. Es una nutritiva alternativa al pan muy popular durante las fiestas y el carnaval de la isla.
Las Magdalenas y pasteles pueden servir de desayuno y se acompañan con pescado salado o pescado frito que se considera casi inútil sin estos deliciosos acompañamientos. Sin embargo, no hay que confundir estas magdalenas con las de arándanos u otras horneadas. Se trata de un alimento básico frito y redondeado que tiene un tamaño y una forma bastante parecidos a los de una bola de masa, que a veces se cambia por bollos, de menor tamaño pero igual de deliciosos.

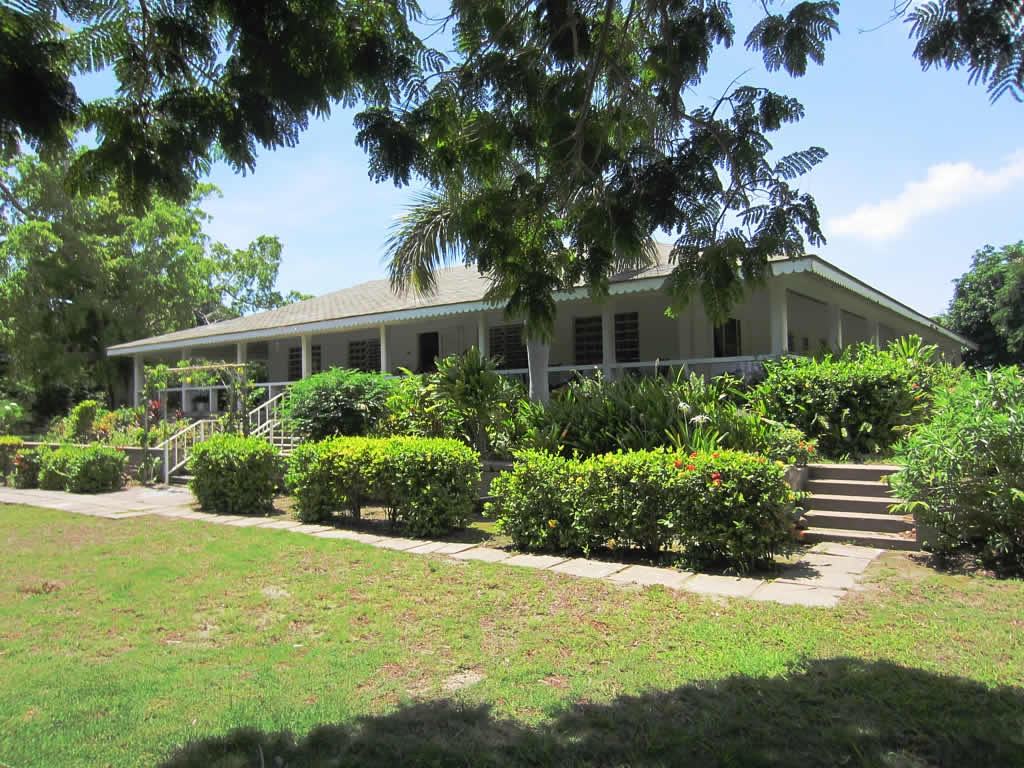
Olveston House, en el suroeste de Montserrat, es propiedad del productor de los Beatles Sir George Martin.

### Música
La música de Montserrat está influenciada por las tradiciones irlandesas, perceptibles en la danza de conjunto Bam-chick-lay y la presencia de conjuntos de pífanos y tambores similares al bodhrán. Los nativos también son testigos de la danza jumbie, cuyo estilo sigue siendo fuertemente africano. Entre los instrumentos destacan el ukelele y el shak-shak, un instrumento africano fabricado con una calabaza calabash; ambos se utilizan en las bandas de cuerda tradicionales. Son populares los coros vocales de calipso e influencias espirituales, como los Emerald Isle Community Singers.
Entre las estrellas del pop del pasado figura el director de orquesta de soca Alphonsus «Arrow» Cassell La música calipso también es popular, al igual que los coros vocales Voices, y los Emerald Community Singers son muy conocidos en toda la isla. Actúan en diversas ocasiones especiales, como el Festival de diciembre, y durante todo el año. La banda de cuerda moderna más famosa de Montserrat es la Rude Boys String Band.
La cultura montserratina es, en general, un híbrido de elementos africanos y europeos, concretamente británicos e irlandeses. La influencia africana es la más pronunciada, y se manifiesta en la lengua criolla local, así como en los cuentos populares, historias, canciones, bailes y religión de la isla. Montserrat permaneció aislada de la cultura popular internacional hasta la década de 1960, y sus tradiciones populares se mantuvieron vivas hasta la erupción del volcán Soufrière Hills en 1995, tras la cual la mayor parte de la población abandonó la isla. La popularidad de Arrow también contribuyó a la desaparición de la música tradicional, sustituida en gran medida por estilos populares importados.
El patrimonio musical folclórico de Montserrat incluye un amplio abanico de música folclórica religiosa y ritual. También hay canciones folclóricas utilizadas en tradiciones musicales espirituales, además del uso secular; de hecho, hay poca distinción entre los aspectos seculares y espirituales de la cultura tradicional montserratina. Por lo general, las canciones folclóricas se cantan en criollo montserratino y tratan temas que van desde la obeah (magia) hasta la agricultura, la infidelidad y los sucesos históricos. Muchas canciones están muy extendidas y son muy conocidas, y se presentan en numerosas variantes, como «Nincom Riley» y «All de Relief», dos de las canciones folclóricas montserratinas más famosas. El repertorio folclórico también incluye calypsos y melodías irlandesas. La tradición irlandesa montserratina se ha extinguido en gran parte; el último intérprete, George Allen, violinista, murió en 1966.
Se ha dicho que la danza jumbie es la «manifestación más pura de la religión popular de Montserrat». y es un icono de la cultura popular, que aúna folclore local, danza, canciones y música. También se ha descrito como un híbrido sorprendente y único, que consiste en «instrumentos occidentales (que) producen música africana, al son de la cual los bailarines ejecutan pasos irlandeses mientras mueven la parte superior del cuerpo como africanos».
El baile jumbie se representó probablemente por última vez en 1980. Tradicionalmente, se dice que los jumbies son espíritus, uno de varios tipos entre los que también se incluyen el sukra y el jabless africanos, y la sirena irlandesa, el espíritu animal (similar al Púca) y el Jack Lantern. Los jumbies ocupan en la sociedad montserratina un lugar similar al de las hadas en la cultura irlandesa; son los destinatarios de muchas pequeñas ofrendas, como trozos de comida o bebida, y objeto de numerosas supersticiones y rituales cotidianos.
La danza jumbie es interpretada por cuatro parejas, un hombre y una mujer. Cada una de ellas baila una serie de cinco cuadrillas tocadas a un ritmo cada vez más rápido. Las parejas se alternan a medida que se cansan, hasta que una de ellas es poseída por un jumbie. A menudo se mueven como locos, caen al suelo y gritan con glosolalia.
Algunos irlandeses de Montserrat remontan los orígenes de la danza jumbie a la época anterior a la emancipación, cuando los esclavos intentaban interpretar las danzas que bailaban los capataces y terratenientes blancos. Las danzas jumbie se bailan tradicionalmente después de una celebración, en casa de un padrino, y para marcar momentos de crisis individual o cambios vitales importantes, como una boda o un bautizo. Se dice que la danza jumbie induce a la posesión espiritual y otorga dotes adivinatorias. A menudo, las danzas jumbie pretenden curar enfermedades, eliminar maldiciones o descubrir la identidad de un culpable.
Suele haber tres bailarines jumbie en una unidad, que tocan acompañados de la babala (pandereta o tambor jumbie), el triángulo, el pífano o la polea (acordeón, concertina o melodeón) y, sobre todo, el carrete francés (también tambor jumbie o woowoo), un tambor de piel que produce un sonido ominoso que, según se dice, atrae a los espíritus jumbie. Tanto el babala como el reel francés son similares al bodhran irlandés en su construcción; los tres tambores se tocan con las yemas de los dedos, las palmas y el dorso de las manos.
| Fecha                | Nombre en castellano   | Nombre local     | Notas |
| -------------------- | ---------------------- | ---------------- | --- |
| 1 de enero           | Año nuevo              | New Year’s Day   | |
| 17 de marzo          | Día de San Patricio    | St Patrick’s Day | Es, junto con Irlanda, EE. UU. (en New York, Savannah Ga. y Boston, Mass), los únicos países que celebran este día oficialmente. |
| Varía cada año       | Viernes Santo          | Good Friday      | |
| Varía cada año       | Lunes de Pascua        | Easter Monday    | |
| 1.er lunes de mayo   | Día del trabajo        | Labour Day       | |
| 1.er lunes de junio  | Pentecostés            | Whitsunday       | |
| 2.º sábado de junio  | Cumpleaños de la reina | Queen’s Birthday | |
| 1.er lunes de agosto | Lunes de agosto        | August Monday    | |
| 25 de diciembre      | Navidad                | Christmas Day    | |
| 26 de diciembre      | Boxing Day             | Boxing Day       | |
| 31 de diciembre      | Día del Festival       | Festival Day     | |

## Deporte
- Selección de fútbol de Montserrat

Al igual que en muchas islas del Caribe, el críquet es un deporte muy popular en Montserrat. Los jugadores de Montserrat pueden formar parte del equipo de críquet de las Indias Occidentales. Jim Allen fue el primero en jugar con las Indias Occidentales y representó a las Indias Occidentales en las Series Mundiales de Cricket, aunque, con una población muy pequeña, ningún otro jugador de Montserrat había llegado a representar a las Indias Occidentales hasta que Lionel Baker debutó en un One Day International contra Pakistán en noviembre de 2008.
El equipo de críquet de Montserrat forma parte del equipo de críquet de las Islas de Sotavento en el críquet nacional regional; sin embargo, juega como entidad separada en partidos regionales menores, además de haber jugado anteriormente al críquet Twenty20 en el Stanford 20/20. Dos campos de la isla han albergado partidos de primera clase para las Islas de Sotavento, el primero y más histórico fue Sturge Park en Plymouth, que había estado en uso desde la década de 1920. Fue destruido en 1997 por una erupción volcánica. En 2000 se construyó e inauguró un nuevo estadio, el Salem Oval. En él también se ha jugado al críquet de primera categoría. Se ha construido un segundo campo en la nueva capital Little Bay.

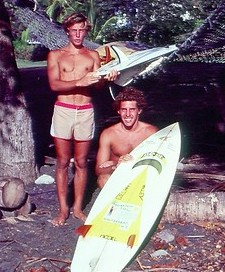
Los hermanos surfistas Carrll y Gary Robilotta en Isle's Bay, Montserrat.

Montserrat tiene su propio equipo de fútbol afiliado a la FIFA, y ha competido en la fase de clasificación para la Copa del Mundo en cinco ocasiones, pero no ha conseguido llegar a la fase final entre 2002 y 2018. La FIFA construyó un campo para el equipo cerca del aeropuerto. En 2002, la selección compitió en un partido amistoso con el segundo equipo peor clasificado en la FIFA en aquel momento, Bután, en La Otra Final, el mismo día que la final de la Copa Mundial de 2002. Bután ganó 4-0. Montserrat no se ha clasificado para ninguna Copa Mundial de la FIFA. Tampoco se ha clasificado nunca para la Copa Oro ni para la Copa del Caribe. La selección nacional actual depende principalmente de la diáspora residente en Inglaterra y en el último partido de clasificación para el Mundial contra Curaçao casi todos los miembros de la plantilla jugaron y vivieron en Inglaterra.
Montserrat cuenta con una liga de clubes, el Campeonato de Montserrat, que ha jugado esporádicamente desde 1974. La última interrupción de la liga se produjo entre 2005 y 2015, pero se reanudó en 2016.
Carrll Robilotta, cuyos padres se trasladaron de Estados Unidos a Montserrat en 1980, fue el pionero del surf en la isla. Él y su hermano Gary exploraron, descubrieron y dieron nombre a los puntos de surf de la isla durante los años 80 y principios de los 90.